# خرمای خنیزی
خنیزی نام گونه‌ای از خرما در جنوب ایران است. رنگ آن قرمز، کمی کشیده، هسته‌اش سیاه و کوچک است. شیره‌اش فراوان و بسیار شیرین استو نسبت به گونه دیگری از خرما به نام خرمای خاصوئی شیره بیشتری دارد. خرمای خنیزی در مرحله خارک و رطب به عنوان میوه نوبرانه طرفداران زیادی دارد. خارک و رطب خنیزی به رنگ قرمز می‌باشد و خرمای کاملاً رسیده آن رنگی بین مشکی و قرمز رنگ می‌باشد. میزان شیرینی و قند خرمای خنیزی بسیار بالا می‌باشد. خرمای خنیزی طبعی گرم دارد و برای تمامی مزاج‌ها سازگار نمی‌باشد.
خرمای خنیزی در کشورهای حوزهٔ خلیج فارس مخصوصاً در امارات خیلی مشهور است.

## نگهداری
خرمای خنیزی بافتی نرم و مرطوب دارد و از نمونه ارقام خرمای نوع تر به‌شمار می‌آید و در صورتی که در شرایط مناسبی نگهداری نشود به سرعت دچار ترش شدگی یا کپک زدگی می‌شود. برای حمل‌ونقل و جابه‌جایی خرمای خنیزی معمولاً از کانتینرهای یخچال‌دار استفاده می‌شود و بهترین شرایط برای نگهداری این رقم خرما در دمای منفی پنج درجه سانتی‌گراد می‌باشد.